# Schizoproctus prior
Schizoproctus prior is een eenoogkreeftjessoort uit de familie van de Botryllophilidae. De wetenschappelijke naam van de soort is voor het eerst geldig gepubliceerd in 2005 door Laghi.